# قائمة الهاتريك في بطولة أمم أوروبا
- هذه قائمة المباريات التي استطاع فيها لاعبٌ واحدٌ إحراز 3 أهدافٍ أو أكثر خلال مباراةٍ واحدة، ويطلق عليه (هاتريك hat–trick). (لا تشمل تصفيات بطولة أمم أوروبا)
- يُعتبر إحراز هاتريك في بطولة أمم أوروبا حدثًا نادرًا نسبيًّا، فقد سُجِّل في 8 مناسبات خلال 15 نسخة من نسخ بطولة أمم أوروبا.

## ملخص عام
- أول لاعب سجل هاتريك في تاريخ البطولة: هو الألماني ديتر مولر والذي سجل ضد منتخب يوغوسلافيا في مباراة نصف النهائي لبطولة أمم أوروبا 1976.
- أكثر لاعب سجل هاتريك في تاريخ البطولة: هو الفرنسي ميشيل بلاتيني والذي سجل هاتريكين ضد كل من منتخب بلجيكا ومنتخب يوغوسلافيا في دور المجموعات لبطولة أمم أوروبا 1984.
- أسرع هاتريك تم تسجيلة في تاريخ البطولة: كان من نصيب هو الفرنسي ميشيل بلاتيني والذي سجل 3 أهداف خلال 18 دقيقة (في الدقائق التالية 59', 62', 77') ضد منتخب يوغوسلافيا في دور المجموعات لبطولة أمم أوروبا 1984.
- أكثر منتخب سجل هاتريك في تاريخ البطولة: هم كل من منتخب هولندا ومنتخب إسبانيا ومنتخب فرنسا، حيث شل كل منهم هاتريكين.
- أكثر منتخب استقبلت شباكه للهاتريك في تاريخ البطولة: هو منتخب يوغوسلافيا حيث استقبلها في 3 مناسبات (1976 و1984 و2000)
- أكثر نسخة شهدت تسجيلاً للهاتريك: هي نسختي 1984 و2000، حيث تم تسجيل هاتركين في كل بطولة منهما.
- اللاعب الوحيد الذي استطاع تسجيل هاتريكين متتالين: هو الفرنسي ميشيل بلاتيني والذي سجل هاتريكين ضد كل من منتخب بلجيكا ومنتخب يوغوسلافيا في دور المجموعات لبطولة أمم أوروبا 1984.
- أطول هاتريك تم تسجيلة في تاريخ البطولة: كان من نصيب هو الفرنسي ميشيل بلاتيني والذي سجل 3 أهداف خلال 85 دقيقة (في الدقائق التالية 4', 74' , 89') ضد منتخب بلجيكا في دور المجموعات لبطولة أمم أوروبا 1984.

## قائمة الهاتريك
| الترتيب | اللاعب            | وقت الأهداف         | لصالح           | النتيجة      | المنافس    | البطولة | الجولة      | التاريخ       | المصدر |
| ------- | ----------------- | ------------------- | --------------- | ------------ | ---------- | ------- | ----------- | ------------- | ------ |
| 1.      | ديتر مولر         | 82', 115', 119'     | ألمانيا الغربية | 4–2 (ب.و.إ.) | يوغوسلافيا | 1976    | نصف النهائي | 17 يونيو 1976 | [ 1 ]  |
| 2.      | كلاوس ألوفس       | 20', 60', 65'       | ألمانيا الغربية | 3–2          | هولندا     | 1980    | الدور الأول | 14 يونيو 1980 | [ 2 ]  |
| 3.      | ميشيل بلاتيني     | 4', 74' (pen.), 89' | فرنسا           | 5–0          | بلجيكا     | 1984    | الدور الأول | 16 يونيو 1984 | [ 3 ]  |
| 4.      | ميشيل بلاتيني (2) | 59', 62', 77'       | فرنسا           | 3–2          | يوغوسلافيا | 1984    | الدور الأول | 19 يونيو 1984 | [ 4 ]  |
| 5.      | ماركو فان باستن   | 44', 71', 75'       | هولندا          | 3–1          | إنجلترا    | 1988    | الدور الأول | 15 يونيو 1988 | [ 5 ]  |
| 6.      | سيرجيو كونسيساو   | 35', 54', 71'       | البرتغال        | 3–0          | ألمانيا    | 2000    | الدور الأول | 20 يونيو 2000 | [ 6 ]  |
| 7.      | باتريك كلايفرت    | 24', 38', 54'       | هولندا          | 6–1          | يوغوسلافيا | 2000    | ربع النهائي | 25 يونيو 2000 | [ 7 ]  |
| 8.      | دافيد فيا         | 20', 44', 75'       | إسبانيا         | 4–1          | روسيا      | 2008    | الدور الأول | 10 يونيو 2008 | [ 8 ]  |